# Espiga Dorada El Salvador
Die Espiga Dorada („Goldene Nadel“) war eine jährliche Auszeichnung, die als Hommage an herausragende Sportler in El Salvador im Rahmen einer Gala del deporte („Sportgala“) verliehen wurde.
In 31 Sportarten wurden in verschiedenen Kategorien die Sportler des Jahres ausgezeichnet. Ebenso wurde die Arbeit der Trainer und Manager vom Organisationskomitee der ILC und dem Kreis der Sport Reporter Círculo de Informadores Deportivos (CID)  des Landes ausgewählt. Der Preis wurde 1981 zum ersten Mal vergeben. Die Zeremonie im Rahmen der Sportgala fand jeweils in den Monaten April und Mai jeden Jahres statt. Die letzte Verleihung der Espiga Dorada erfolgte 2009 in San Salvador. Hauptsponsor der Sportgala war Industrias La Constancia, die größte Brauerei in El Salvador.

## Bekannte Preisträger (Auszug)
- Eva Dimas, Gewichtheben, Leichtathletik
- Evelyn García, Radsport (mehrfach ausgezeichnet: 1999,  2001, 2002, 2003, 2004 und 2005)
- Boris Pineda, FIDE-Meister
- Carlos Antonio Meléndez, Fußball
- Carmen Lizama, Softball